# Lichtenštejnské muzeum

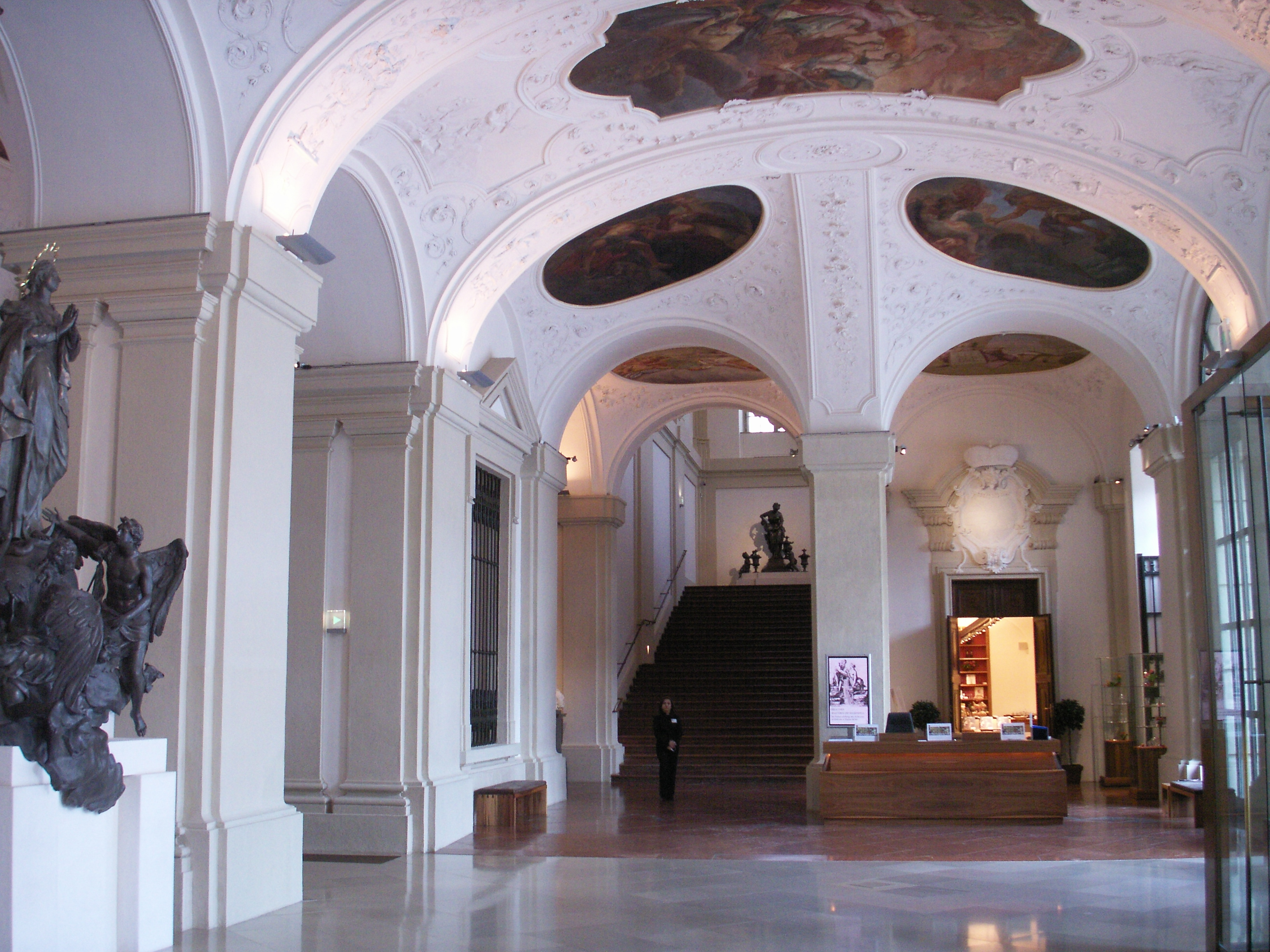
Tzv. Sala terrena, hlavní vstup do muzea, je zdobena freskami od Johanna Michaela Rottmayra a sochou Panny Marie od Franze Xavera Messerschmidta

Lichtenštejnské muzeum (německy Liechtenstein Museum) je muzeum umění a uměleckých předmětů ve Vídni. Nachází se v Lichtenštejnském paláci v ulici Fürstengasse 1 v 9. vídeňském okrese Alsergrund. Muzeum uchává soukromou uměleckou sbírku knížecího rodu Lichtenštejnů, největší soukromou sbírku umění na světě.

## Palác
Palác z konce 17. století nechal postavit kníže Jan Adam I. Ondřej z Lichtenštejna (1657–1712). Autorem architektonického plánu a stavitelem paláce byl Domenico Egidio Rossi (1659–1715). Kolem roku 1700 byla hrubá stavba paláce. Malířskou výzdobu prováděl mimo jiných Marcantonio Franceschini (1648–1729), Antonio Bellucci (1654–1726), Andrea Pozzo (1642–1709) a Johann Michael Rottmayr (1654–1730). Plastickou výzdobu provedl Giovanni Giuliani (1663–1744) a štukatérské práce Santino Bussi (asi 1663/6-1736/7).

## Sbírky

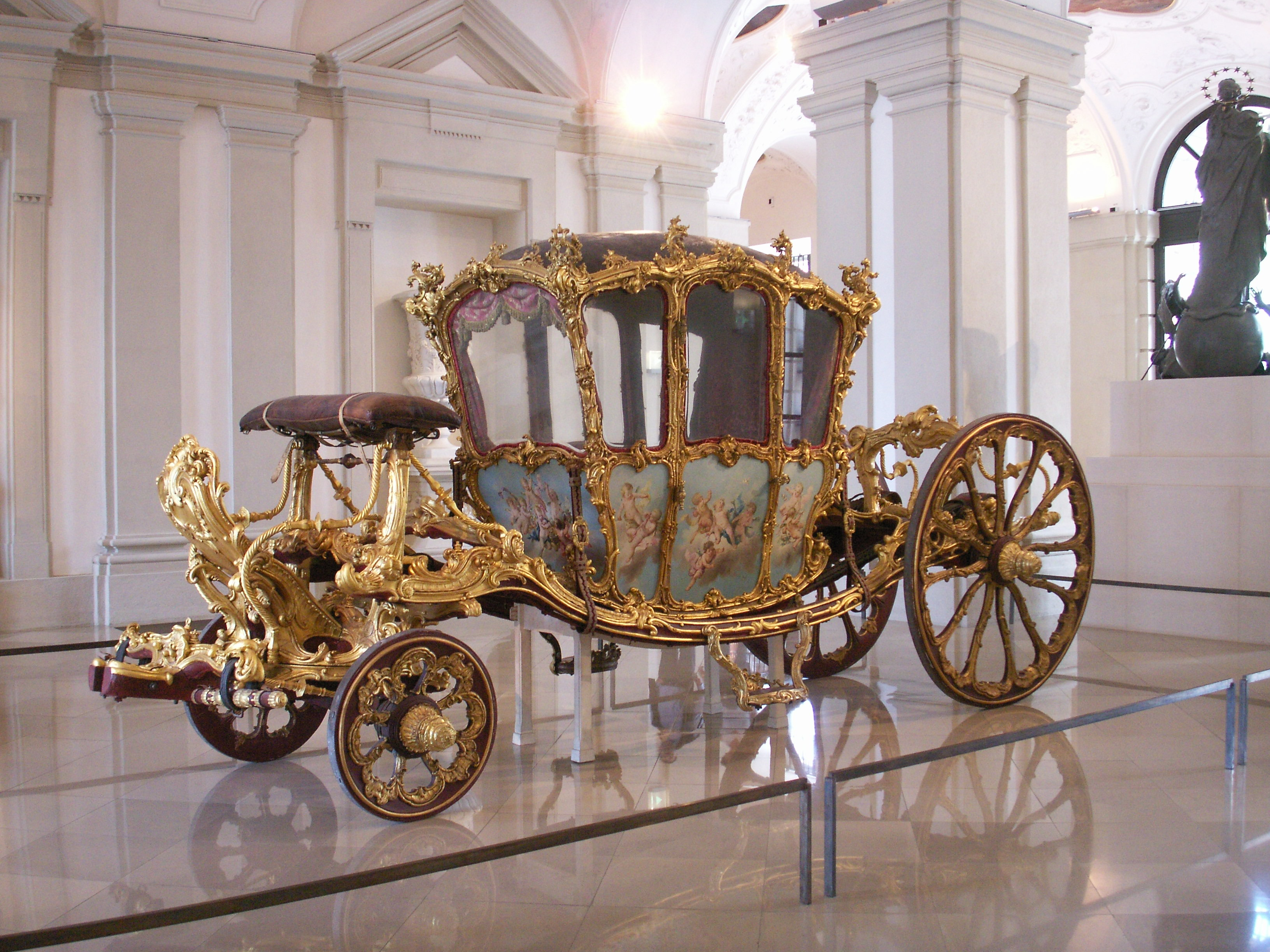
Zlatý kočár knížete Josefa Václava z roku 1738, kterým cestoval do Paříže.

Soukromé sbírky v paláci bylo možno zhlédnout už od roku 1805 až do 1938.
Dne 29. března bylo muzeum Lichtenštejnů opět otevřeno. Sbírky obsahují obrazová i sochařská díla ze čtyř století, kde je těžiště - adekvátně k prostorám - období baroka především díla, která vytvořil Peter Paul Rubens (1577–1640). Sbírky obsahují díla z období renesance po exempláře biedermeieru. V přízemí paláce je také vystaven nádherný kočár, kterým cestoval na diplomatickou misi do Paříže kníže Josef Václav.
Sbírka je nejcennější soukromou sbírkou umění na světě, a přitom hlavní část sbírek se stále nachází ve vaduzském knížecím paláci v Lichtenštejnsku. Palác i sbírky jsou v držení "Nadace knížete Lichtenštejna".

## Spolupráce
Za spolupráce "Private Art Collections" jsou šlechtické sbírky zabezpečeny. K partnerům v roce 2009 patřila hrabata z Harrachu - rodinné sbírky, Esterházyové - soukromé zařízení, sbírky rodu Schönborn-Buchheimu, obrazárna Akademie výtvarného umění se sbírkou hrabat Lamberg-Sprinzensteinů, rezidenční galerie Solnohradska, sbírky knížat z a na hradě Liechtensteinu ve Vaduzu, sbírka Oskara Reinharta "Am Römholz", Rockoxhuis, muzeum Poldi Pezzoli a La Collezione dei Principi Borromeo.

### Výstavní katalogy
- Johann Kräftner (vyd.): Liechtenstein Museum: Auf goldenem Grund. Brandstätter, Wien 2009, ISBN 978-3-85033-283-5.
- Johann Kräftner (vyd.): Liechtenstein Museum: Der Blick in die Ferne. Landschaftsmalerei aus den Sammlungen des Fürsten von und zu Liechtenstein 15. bis 19. Jahrhundert. Brandstätter, Wien 2008, ISBN 978-3-85033-250-7.
- Johann Kräftner (vyd.): Liechtenstein Museum: Fürstlich kochen. Kulinarisches aus dem Hause Liechtenstein. Prestel, Wien 2008, ISBN 978-3-7913-3340-3.
- Johann Kräftner (vyd.): Liechtenstein Museum: Oasen der Stille. Die großen Landschaftsgärten Mitteleuropas. Brandstätter, Wien 2008, ISBN 978-3-85033-231-6.
- Johann Kräftner (vyd.): Liechtenstein Museum: Giovanni Giuliani. 2 Bände. Prestel, Wien 2006, ISBN 978-3-7913-3360-1.
- Johann Kräftner (vyd.): Liechtenstein Museum: Pferde, Wagen, Ställe. Reiten, Fahren und die Jagd zu Pferd im Haus Liechtenstein. Prestel, Wien 2006, ISBN 978-3-7913-3739-5.
- Stephan Kemperdick: Liechtenstein Museum: Das frühe Porträt. Aus den Sammlungen des Fürsten von und zu Liechtenstein und dem Kunstmuseum Basel. Prestel, Wien 2006, ISBN 978-3-7913-3597-1
- Johann Kräftner (vyd.): Liechtenstein Museum: Das Badminton Cabinet. Commessi di pietre dure in den Sammlungen des Fürsten von und zu Lichtenstein. Prestel, Wien 2005, ISBN 978-3-7913-3503-2.
- Johann Kräftner. Veronika Kopecky (vyd.): Liechtenstein Museum: Barocker Luxus Porzellan. Die Manufakturen Du Paquier in Wien und Carlo Ginori in Florenz. Prestel, Wien 2005, ISBN 978-3-7913-3500-1.
- Johann Kräftner (vyd.): Liechtenstein Museum: Biedermeier im Haus Lichtenstein. Prestel, Wien 2005, ISBN 978-3-7913-3496-7.
- Johann Kräftner (vyd.): Liechtenstein Museum: Unter dem Vesuv. Prestel, Wien 2005, ISBN 978-3-7913-3787-6.
- Gustav Wilhelm, Johann Kräftner (vyd.): Liechtenstein Museum: Der Weg der Liechtenstein-Galerie von Wien nach Vaduz. Der Weg von Wien nach Vaduz im Frühjahr 1945. Prestel, Wien 2005, ISBN 978-3-7913-3339-7.
- Johann Kräftner (vyd.): Liechtenstein Museum: Klassizismus und Biedermeier. Prestel, Wien 2004, ISBN 978-3-7913-3145-4.
- Johann Kräftner, Veronika Kopecky (vyd.): Liechtenstein Museum: Vorbild Rubens. Prestel, Wien 2004, ISBN 978-3-7913-3342-7.
- Johann Kräftner (vyd.): Liechtenstein Museum: Die Malerfamilie Alt. Liechtenstein Museum, Wien.
- Reinhold Baumstark, Johann Kräftner, Herbert W. Rott: Wiener Malerei des Biedermeier aus der Sammlung Liechtenstein. Cantz, Stuttgart 2009, ISBN 978-3-7757-2227-8.
- Samuel Wittwer: Raffinesse & Eleganz. Königliche Porzellane des frühen 19. Jahrhunderts aus einer amerikanischen Privatsammlung. Hirmer, München 2007, ISBN 978-3-7774-3465-0.